# The Business of Fashion
Pour les articles homonymes, voir BOF.
The Business of Fashion, souvent stylisé BoF, est un site internet britannique en langue anglaise concernant l'économie de la mode. Celui-ci, au départ un simple blog, est créé en 2007 à Notting Hill (Londres) par Imran Amed (en) et devient en quelques années une référence internationale plus particulièrement auprès des professionnels de ce domaine d'activité.

## Historique
Imran Amed, d'origine indienne, né à Calgary alors que ses parents viennent d'arriver de Nairobi, mais finalement britannique d'adoption fait des études à l'université McGill au Canada, dont il sort diplômé en 1997. Il entre à la Harvard Business School où il obtient un MBA puis commence à travailler à Londres, au cabinet McKinsey & Company. Ce travail ne lui convient pas et il quitte son poste après une décennie, sans réellement savoir ce qu'il veut faire. Il découvre par hasard ses premières Fashion Weeks où il entre sans invitations et observe ; puis il ouvre un blog personnel, uberkid.typepad.com, traitant de l'industrie de la mode. « D'un côté, j'étais fasciné parce que je découvrais : une industrie où tout est sens dessus dessous et où les lois fonctionnant ailleurs ne s'appliquent pas forcément. De l'autre, je voyais des processus archaïques et peu efficaces. » En parallèle, il fonde un incubateur pour les marques émergentes où « j'auditais de jeunes marques qui cherchaient à se développer » précise t-il ; l'idée ne dure que huit mois, un échec. Par contre durant ce temps, son blog renommé « Business of Fashion » ne cesse de gagner en audience. Dès 2008, sa rubrique « Daily Digest » compilant les meilleurs articles de presse liés à la mode, rencontre un large succès.
Au départ auto-financé, deux levées de fonds successives sont réalisées en 2013 puis 2015 afin de développer le site, passant ainsi de l'amateurisme du départ à une version élaborée. Finalement, le site compte plus de 25 investisseurs afin de ne pas laisser plus de pouvoir à l'un ou à l'autre et conserver ainsi une liberté de parole ; cette même liberté de parole, écrite et publique, reste l'une des composantes principales du site ; la seconde est l'usage de titres d'articles avec des  punchlines incisives. En peu de temps, The Business of Fashion devient incontournable, « la référence ultime en matière de journalisme business to business » lu par tout ce que la mode compte de personnalités,,, « en passe de devenir la voix la plus influente du secteur ». Le site est d'ailleurs divisé en deux parties : l'actualité en libre accès pour tous et un portail destiné uniquement aux professionnels ; mais il aborde la mode sous différents angles, qu'ils soient politiques, environnementaux ou religieux par exemple. 
Outre la notion d'« information » orientée vers l’aspect économique de la mode, regroupant des articles externes ou publiés par le site, ses activités sont multiples. Elles vont de l'organisation de conférences à l'établissement de divers classements, d'enseignement en ligne ou encore d'offres d'emploi (rubrique créée en 2014) qui permettent de financer en partie le fonctionnement du site occupant une trentaine de personnes ; le reste du financement s'appuie sur la publicité et des abonnements payants. Son classement des 500 personnes les plus importantes de ce domaine est une référence, et certains entretiens exclusifs ou scoops ont forgé la notoriété du site. Celui-ci apparait maintenant comme un concurrent direct et crédible du respecté Women's Wear Daily mais en une version plus intellectuelle et analytique, ne se contentant pas de simplement relayer des dépêches de presse. D'ailleurs, le site diffuse deux fois par an une version « papier » d'une sélection d'articles de fond, intemporels. L'équipe de rédaction du site s'entoure par ailleurs d'un réseaux de collaborateurs reconnus tels Tim Blanks (en) ou Susanna Lau (en).
En 2018, le site compte un million de visites par mois et 400 000 abonnés à la lettre d'information.